# كورايدون
كورايدون (إنديانا) (بالإنجليزية: Corydon, Indiana)‏ هي بلدة أمريكية تقع في الولايات المتحدة في Harrison County. يقدر عدد سكانها بـ 3,122 نسمة ومساحتها 4.27 كم2 وترتفع عن سطح البحر 179 متر.

## التركيبة السكانية
قام مكتب تعداد الولايات المتحدة بتحديد بيانات التركيبة السكانية لكورايدونفي تعداد الولايات المتحدة. في ما يلي، التركيبة السكانية حسب تعدادي 2000 و2010.

### تعداد عام 2000
بلغ عدد سكان كورايدون 2,715 نسمة بحسب تعداد عام 2000، وبلغ عدد الأسر 1,171 أسرة وعدد العائلات 674 عائلة مقيمة في البلدة. في حين سجلت الكثافة السكانية 1,708.1 نسمة لكل ميل مربع (659.5/كم2). وبلغ عدد الوحدات السكنية 1,271 وحدة بمتوسط كثافة قدره 799.6 نسمة لكل ميل مربع (308.7/كم2).
وتوزع التركيب العرقي للبلدة بنسبة 97.27% من البيض و 0.41% من الأمريكيين الأصليين و 0.11% من الأمريكيين ذوي الأصول الآسيوية و 0.04% من سكان جزر المحيط الهادئ و 1.14% من الأمريكيين الأفارقة و 0.18% من عرقين مختلطين أو أكثر.
بلغ عدد الأسر 1,171 أسرة كانت نسبة 25.1% منها لديها أطفال تحت سن الثامنة عشر تعيش معهم، وبلغت نسبة الأزواج القاطنين مع بعضهم البعض 40.4% من أصل المجموع الكلي للأسر، ونسبة 13.3% من الأسر كان لديها معيلات من الإناث دون وجود شريك، وكانت نسبة 42.4% من غير العائلات. تألفت نسبة 37.0% من أصل جميع الأسر من أفراد ونسبة 19.0% كانوا يعيش معهم شخص وحيد يبلغ من العمر 65 عاماً فما فوق. وبلغ متوسط حجم الأسرة المعيشية 2.81، أما متوسط حجم العائلات فبلغ 2.17.
بلغ العمر الوسطي للسكان 41 عاماً. وكانت نسبة 20.1% من القاطنين تحت سن الثامنة عشر، وكانت نسبة 10.2% بين الثامنة عشر والأربعة وعشرون عاماً، ونسبة 24.3% كانت واقعةً في الفئة العمرية ما بين الخامسة والعشرون حتى والأربعة وأربعون عاماً، ونسبة 20.7% كانت ما بين الخامسة والأربعون حتى الرابعة والستون، ونسبة 24.8% كانت ضمن فئة الخامسة والستون عاماً فما فوق. يوجد لكل 100 أنثى 83.1 ذكر، ويوجد لكل 100 أنثى في الثامنة عشر من عمرها فما فوق 80.2 ذكر.
بلغ متوسط دخل الأسرة في البلدة 33,823 دولار، أما متوسط دخل العائلة فبلغ 41,630 دولار. وكان متوسط دخل الذكور 29,159 دولار مقابل 21,699 دولار للإناث. وسجل دخل الفرد الخاص بالبلدة 20,740 دولار. وكانت نسبة 9.8% من العائلات ونسبة 10.3% من السكان تحت خط الفقر، وكان من هؤلاء نسبة 15.2% تحت سن الثامنة عشر ونسبة 14.3% في الخامسة والستين من العمر وما فوق.

### تعداد عام 2010
بلغ عدد سكان كورايدون 3,122 نسمة بحسب تعداد عام 2010، وبلغ عدد الأسر 1,341 أسرة وعدد العائلات 716 عائلة مقيمة في البلدة. في حين سجلت الكثافة السكانية 1,892.1 نسمة لكل ميل مربع (730.5/كم2). وبلغ عدد الوحدات السكنية 1,491 وحدة بمتوسط كثافة قدره 903.6 لكل ميل مربع (348.9/كم2).
وتوزع التركيب العرقي للبلدة بنسبة 96.7% من البيض و 0.2% من الأمريكيين الأصليين و 0.2% من الأمريكيين ذوي الأصول الآسيوية و 0.1% من سكان جزر المحيط الهادئ و 0.7% من الأمريكيين الأفارقة و 1.2% من عرقين مختلطين أو أكثر.
بلغ عدد الأسر 1,341 أسرة كانت نسبة 26.2% منها لديها أطفال تحت سن الثامنة عشر تعيش معهم، وبلغت نسبة الأزواج القاطنين مع بعضهم البعض 35.6% من أصل المجموع الكلي للأسر، ونسبة 11.9% من الأسر كان لديها معيلات من الإناث دون وجود شريك، بينما كانت نسبة 5.9% من الأسر لديها معيلون من الذكور دون وجود شريكة وكانت نسبة 46.6% من غير العائلات. تألفت نسبة 41.6% من أصل جميع الأسر من أفراد ونسبة 20.5% كانوا يعيش معهم شخص وحيد يبلغ من العمر 65 عاماً فما فوق. وبلغ متوسط حجم الأسرة المعيشية 2.88، أما متوسط حجم العائلات فبلغ 2.14.
بلغ العمر الوسطي للسكان 40.8 عاماً. وكانت نسبة 20.5% من القاطنين تحت سن الثامنة عشر، وكانت نسبة 8.7% بين الثامنة عشر والأربعة وعشرون عاماً، ونسبة 24.9% كانت واقعةً في الفئة العمرية ما بين الخامسة والعشرون حتى والأربعة وأربعون عاماً، ونسبة 22.4% كانت ما بين الخامسة والأربعون حتى الرابعة والستون، ونسبة 23.4% كانت ضمن فئة الخامسة والستون عاماً فما فوق. وتوزع التركيب الجنسي للسكان بنسبة 45.6% ذكور و54.4% إناث.